# Connor De Phillippi

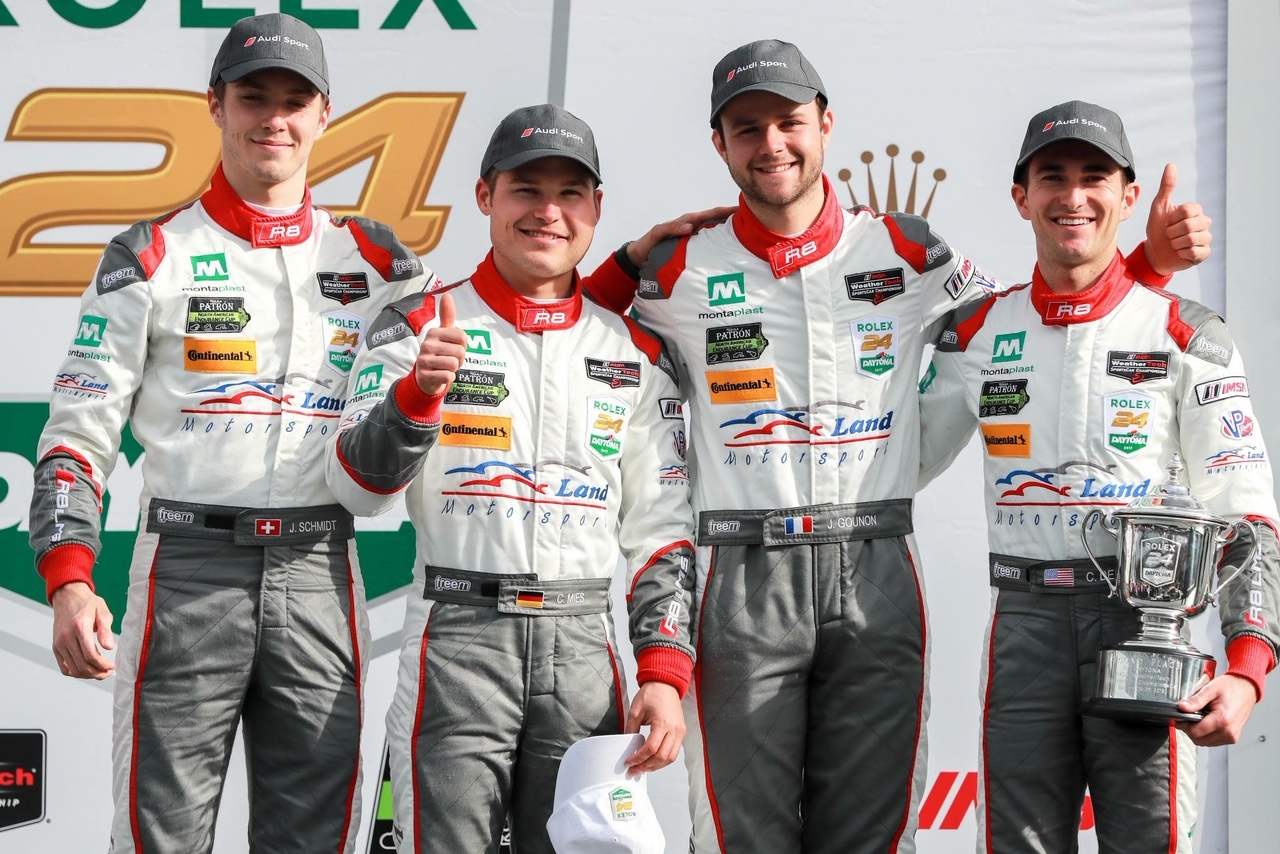
Connor De Phillippe (rechts) 2017 in Daytona

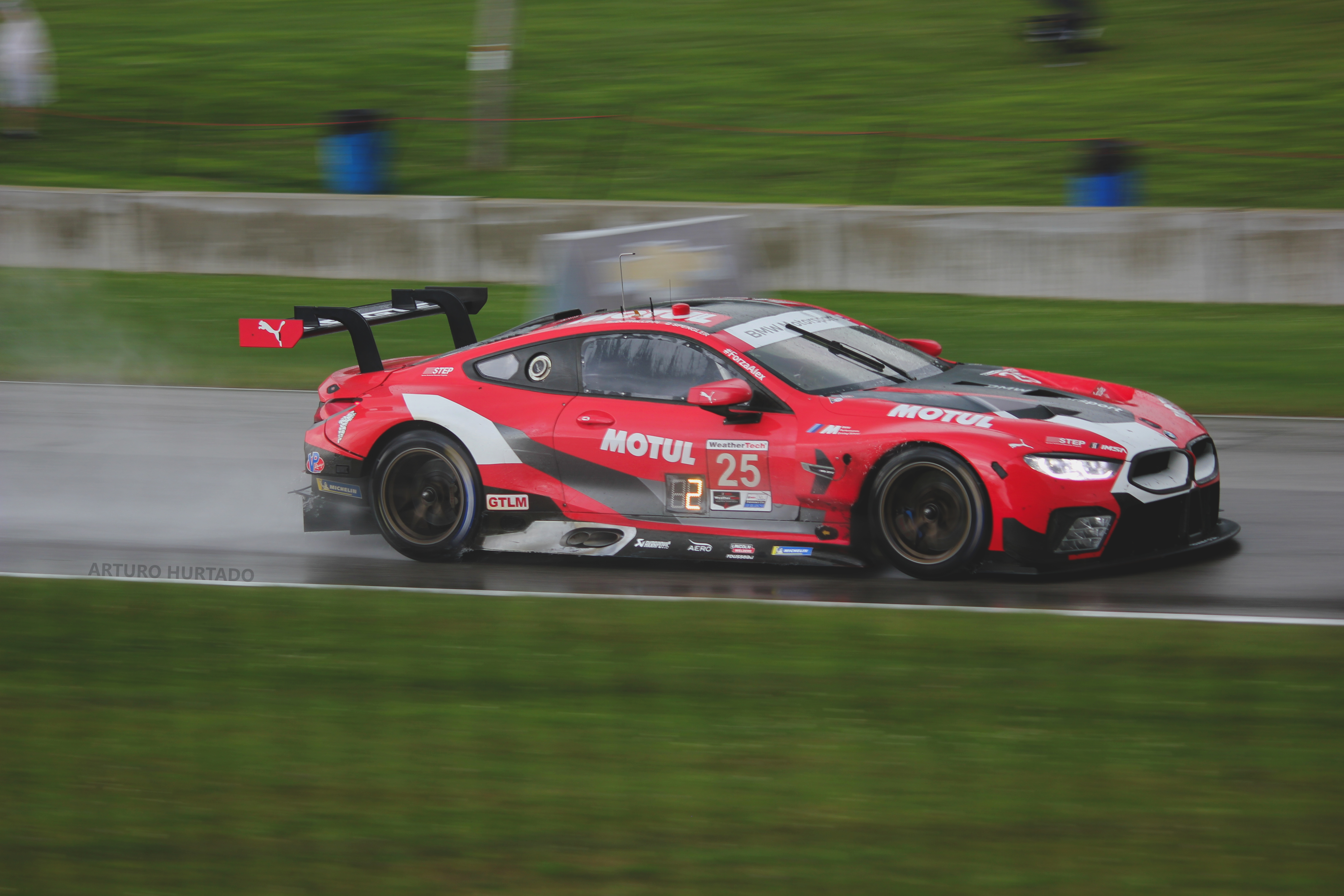
2020 im BMW M8 GTE

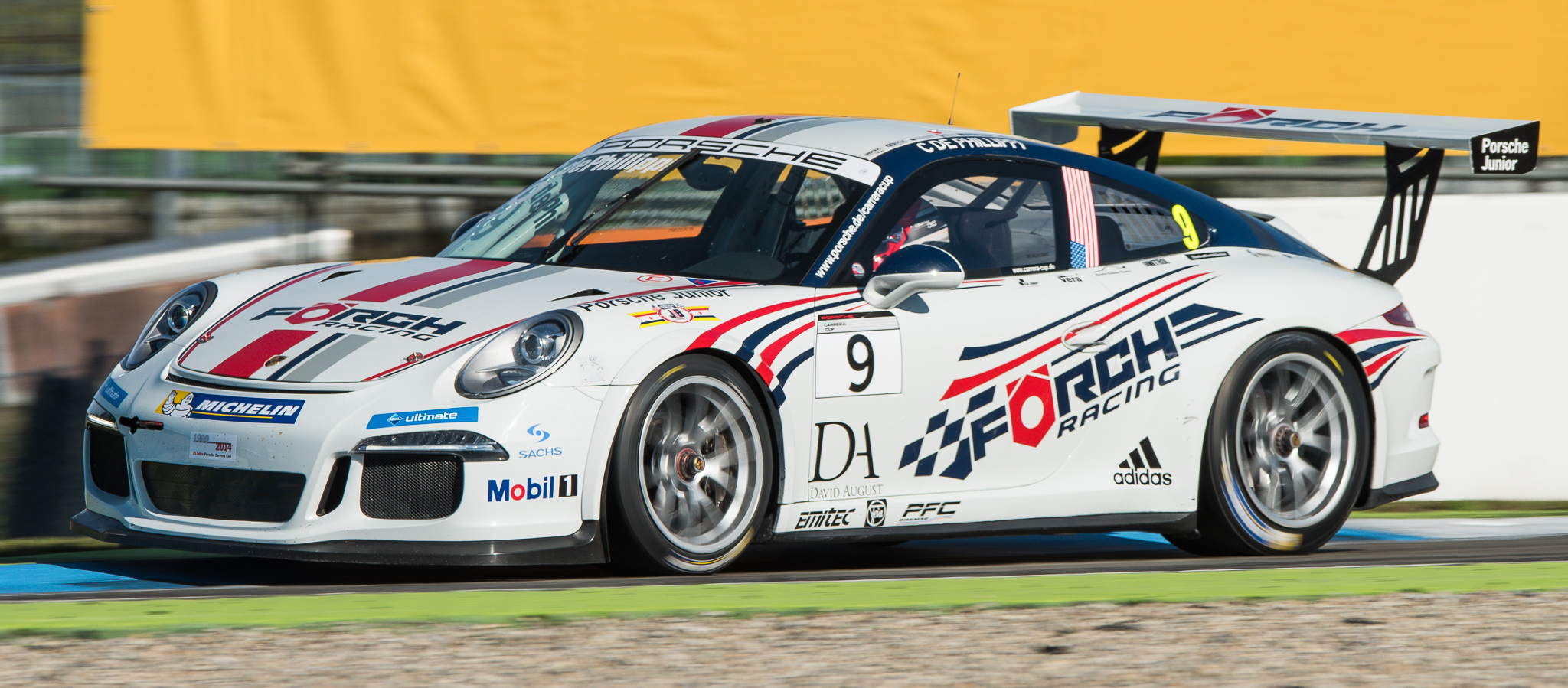
Connor de Phillippi im Porsche Carrera Cup 2014

Connor de Phillippi (* 25. Dezember 1992 in San Clemente) ist ein US-amerikanischer Automobilrennfahrer.

## Karriere

### Kart- und Formelsport
Connor de Phillippi fuhr von 2002 bis 2007 und vereinzelte Rennen noch 2009 und 2011 Kart. 2006 gewann er die SKUSA SuperNationals in der S3- und ein Jahr später in der S1-Wertung.
2008 stieg er in den Formelsport ein und startete in dem Jahr und auch in der Folgesaison in der Skip Barber National-Meisterschaft und gewann 2009 den Meistertitel. Ein Jahr zuvor gewann er bereits die regionale Skip Barber Western Series. Parallel dazu ging er 2009 in einigen Rennen der Formel Ford 1600 an den Start und gewann das Rennen zur Walter Hayes Trophy.
2011 und 2012 fuhr er in der Star Mazda Series und wurde in seiner ersten Saison in der Rennserie Vize-Meister.

### GT-Motorsport
In der Saison 2013 wechselte er in den GT-Motorsport und wurde Porsche-Nachwuchsfahrer. Von 2013 bis 2015 fuhr er im Porsche Carrera Cup Deutschland. Dort erreichte er mit dem Team Förch Racing by Lukas Motorsport 2014 mit dem achten Gesamtplatz sein bestes Ergebnis im Markenpokal. Im Porsche Mobil 1 Supercup startete er 2014 und 2015. Sein bestes Gesamtergebnis im Supercup war 2014 der elfte Rang.
Mit der Saison 2016 ging de Phillippi zu Audi und seit 2018 fährt er für BMW-Teams in verschiedenen Meisterschaften.
In der Tudor United SportsCar Championship und der seit 2016 nachfolgenden IMSA WeatherTech SportsCar Championship startete er von 2014 bis aktuell 2021. In den ersten beiden Jahren ging er mit einem Porsche 911 GT America und 2016 und 2017 mit einem Audi R8 LMS GT3 in der GTD-Wertung an den Start. Seit 2018 startet er für das Team BMW Team RLL mit einem BMW M8 GTE in der GTLM-Wertung in der Meisterschaft. Seine beste Gesamtplatzierung erreichte er dort 2020 mit dem vierten GTLM-Rang.
2016 und 2017 fuhr er für Montaplast by Land-Motorsport mit einem Audi R8 LMS GT3 in der ADAC GT Masters. In der ersten Saison gewann er zusammen mit Christopher Mies den Meistertitel und ein Jahr später wurden beide Dritte in der Meisterschaft.
Von 2016 bis 2018 startete er in der Blancpain Endurance Series bzw. dem nachfolgenden Blancpain GT Series Endurance Cup. 2016 und 2017 trat er mit einem Audi R8 LMS GT3 für Belgian Auto Club Team WRT und 2018 mit einem BMW M6 GT3 für das Team Rowe Racing in der Pro-Wertung an.
In der Intercontinental GT Challenge fuhr er 2017 mit einem Audi R8 LMS GT3 zwei Rennen und 2020 ein Rennen mit einem BMW M6 GT3. Im ersten Jahr wurde er Vierter im Gesamtklassement.
Von 2015 bis 2019 und 2021 trat er in der Langstreckenmeisterschaft Nürburgring (VLN) sowie der Nürburgring Langstrecken-Serie (NLS) für verschiedene Rennteams zumeist beim 24-Stunden-Rennen auf dem Nürburgring an. 2020 fuhr er in der Digital Nürburgring Endurance Series in der SP9-Wertung.

### Langstreckenrennen
Sein erstes Langstreckenrennen fuhr Connor de Phillippi beim 24-Stunden-Rennen von Dubai 2014 im Rahmen der 24H Series. Dort startete er mit einem Porsche 911 GT3 R in der A6-Wertung und wurde Zehnter. In der 24H Series trat er auch 2016 und 2017 zu einzelnen Rennen an.
Beim 24-Stunden-Rennen auf dem Nürburgring startete er von 2015 bis 2021 regelmäßig – außer im Jahr 2020. Seine besten Ergebnisse waren 2015 mit einem Porsche 911 GT America der zweite Platz in der SP7-Wertung mit dem Frikadelli Racing Team und 2021 der zweite Rang in der SP9 Pro-Wertung mit einem BMW M6 GT3 für Rowe Racing.
2014 bis 2020 fuhr er mehrmals beim 24-Stunden-Rennen von Daytona und 12-Stunden-Rennen von Sebring. 2020 fuhr er beim 24-Stunden-Rennen von Daytona mit einem BMW M8 GTE in der GTLM-Wertung und erzielte dort den 5. Platz.

## Statistik

### Sebring-Ergebnisse
| Jahr | Team                          | Fahrzeug          | Teamkollege           | Teamkollege    | Platzierung | Ausfallgrund |
| ---- | ----------------------------- | ----------------- | --------------------- | -------------- | ----------- | ------------ |
| 2016 | Stevenson Motorsports         | Audi R8 LMS ultra | Andrew Davis          | Robin Liddell  | Rang 28     |              |
| 2017 | Montaplast by Land-Motorsport | Audi R8 LMS GT3   | Christopher Mies      | Jules Gounon   | Rang 19     |              |
| 2018 | BMW Team RLL                  | BMW M8 GTLM       | Alexander Sims        | Bill Auberlen  | Rang 11     |              |
| 2019 | BMW Team RLL                  | BMW M8 GTE        | Tom Blomqvist         | Colton Herta   | Rang 16     |              |
| 2020 | BMW Team RLL                  | BMW M8 GTE        | Bruno Spengler        | Colton Herta   | Rang 15     |              |
| 2021 | BMW Team RLL                  | BMW M8 GTE        | Bruno Spengler        | Philipp Eng    | Rang 9      |              |
| 2022 | BMW Team RLL                  | BMW M4 GT3        | John Edwards          | Augusto Farfus | Rang 43     |              |
| 2023 | BMW M Team RLL                | BMW M Hybrid V8   | Sheldon van der Linde | Nick Yelloly   | Rang 2      |              |
| 2024 | BMW M Team RLL                | BMW M Hybrid V8   | Maxime Martin         | Nick Yelloly   | Rang 4      |              |
| 2025 | Paul Miller Racing            | BMW M4 GT3 Evo    | Madison Snow          | Neil Verhagen  | Rang 21     |              |